# مسلمانی در جستجوی ناکجاآباد
آرمان‌گرای اسلامی: زندگی‌نامهٔ سیاسیِ علی شریعتی (به انگلیسی: An Islamic Utopian: A Political Biography of Ali Shariati) کتابی است به زبان انگلیسی از علی رهنما که در آن نویسنده به بررسی زندگی و آثار علی شریعتی می‌پردازد. این کتاب که به زبان فارسی، ترکی و اندونزیایی ترجمه شده، اولین مطالعهٔ مفصلِ زندگی و اندیشه‌های شریعتی به زبان انگلیسی است.

## ترجمهٔ فارسی
این کتاب دو بار با مشخصات زیر به فارسی ترجمه شده‌است:
- چهره‌نگاری سیاسی دکتر علی شریعتی: آرمانگرای اسلامی، علی رهنما، ترجمهٔ مجید نکودست. تهران: حسینیه ارشاد، ۱۳۸۱
- مسلمانی در جستجوی ناکجاآباد: زندگینامهٔ سیاسی علی شریعتی، علی رهنما، کیومرث قرقلو (مترجم)، تهران: گام نو، ۱۳۸۱

## نقد
این کتاب از سوی دونا رابینسون دیواین، ونسا مارتین و بهروز قمری تبریزی نقد شده‌است.
کتابی هم تحت‌عنوان مسلمانی در جستجوی تعالی (در بوته نقد - جلد اول) از مسعود رضایی شریف‌آبادی در نقد این کتاب منتشر شده‌است.
نقد دیگری نیز در سایت الف منتشر شد.